# Murder in the Woods
Murder in the Woods è un film del 2021 diretto da Luis Iga.

## Trama
Un gruppo di adolescenti si reca per divertirsi in una misteriosa capanna nel bosco ignorando che il luogo nasconde un oscuro segreto. Si ritroveranno così costretti a combattere per la propria vita.

## Accoglienza

### Botteghini
Il film ha incassato ai botteghini 10.065 dollari.

## Riconoscimenti
- 2017 - LA Skins Fest
  - Miglior film
- 2018 - FANtastic Horror Film Festival
  - Miglior attore a José Julián
  - Miglior colonna sonora
  - Nomination Miglior film
  - Nomination Miglior attore non protagonista a Danny Trejo
  - Nomination Miglior attore non protagonista a Kade Wise
  - Nomination Goriest Film
- 2018 - Macabre Faire Film Festival
  - Miglior suono
  - Miglior colonna sonora
  - Miglior attore non protagonista a Kade Wise
  - Nomination Miglior film
  - Nomination Miglior regista
  - Nomination Miglior fotografia
  - Nomination Miglior SPFX
  - Nomination Miglior attore a José Julián
  - Nomination Miglior attrice a Jeanette Samano